# ロシア・バスケットボール・スーパーリーグ
ロシア・スーパーリーグ（Russian Basketball Super League, ロシア語：Баскетбольная суперлига）はロシアのプロバスケットボールリーグ。男子、女子ともにスーパーリーグの名称を用いる。それぞれディビジョンA（1部）とディビジョンB（2部）に分かれている。男子ディビジョンAのチームは、欧州クラブ世界一を決めるユーロリーグでも好成績を残しており、海外から積極的に選手を補強するなどレベルが向上している。1992年に設立。サッカーのロシア・プレミアリーグのバスケットボール版に当たる。

## 2007/2008シーズンのチーム

### 男子ディビジョンA
| - UNICSカザン（UNICS Kazan） - CSKAモスクワ - ディナモ・モスクワ - トライアンフ・リュベルツィ（Triumph Lyubertsy） - BCヒムキ・モスクワ（BC Khimky Moscow） - ロコモティフ・ノボシビルスク（Lokomotiv Novosibirsk） - ウラル・グレート・ペルミ | - ロコモティフ・ロストフ・ナ・ドヌ（Lokomotiv Rostov na Donu） - CSK VVSサマーラ（CSK VVS Samara） - スタンダート・サマーラ・トリアッティ（Standart Samara reg. Toliatti） - スパルタク・サンクトペテルブルク（Spartak St.Petersburg） - ユグラ大学スルグット（Universitet-Yugra Surgut） - エニセイ・クラスノヤルスク（Enisey Krasnoyarsk） |

### 女子ディビジョンA
| - Baltiyskaia Zvezda St.Petersburg - WBK CSKAモスクワ - BC Moscow - Dynamo-Energia Novosybirsk - Dynamo Kursk - Dynamo Moscow | - Nedezhda Orenburg - Slawjanka Tscheljabinsk - Shelen-ETK Krasnoyarsk - Spartak Moscow Region - Spartak Sankt Petersburg - UMMC Ekarerinburg |

## 歴代優勝チーム

### 男子
- 1991-92  CSKAモスクワ
- 1992-93  CSKAモスクワ
- 1993-94  CSKAモスクワ
- 1994-95  CSKAモスクワ
- 1995-96  CSKAモスクワ
- 1996-97  CSKAモスクワ
- 1997-98  CSKAモスクワ
- 1998-99  CSKAモスクワ
- 1999-2000  CSKAモスクワ
- 2000-01  ウラル・グレート・ペルミ
- 2001-02  ウラル・グレート・ペルミ
- 2002-03  CSKAモスクワ
- 2003-04  CSKAモスクワ
- 2004-05  CSKAモスクワ
- 2005-06  CSKAモスクワ
- 2006-07  CSKAモスクワ
- 2007-08  CSKAモスクワ
- 2008-09  CSKAモスクワ
- 2009-10  CSKAモスクワ

## 女子
| シーズン  | 優勝                             | 準優勝                             |
| --------- | -------------------------------- | ---------------------------------- |
| 1992      | CSKAモスクワ                     | ニカ (ニジニ・ノヴゴロド)          |
| 1992-93   | CSKAモスクワ                     | ディナモ・ノヴォシビルスク         |
| 1993-94   | CSKAモスクワ                     | ディナモ・ノヴォシビルスク         |
| 1994-95   | CSKAモスクワ                     | Force Majeure (St. Petersburg)     |
| 1995-96   | CSKAモスクワ                     | ディナモ・モスクワ                 |
| 1996-97   | CSKAモスクワ                     | ウラルマシュ・エカテリンブルク     |
| 1997-98   | ディナモ・モスクワ               | CSKAモスクワ                       |
| 1998-99   | ディナモ・モスクワ               | ウラルマシュ・エカテリンブルク     |
| 1999-2000 | ディナモ・モスクワ               | ウラルマシュ・エカテリンブルク     |
| 2000-01   | ディナモ・モスクワ               | ウラルマシュ＝UMMCエカテリンブルク |
| 2001-02   | UMMCエカテリンブルク             | SGAUサマーラ                       |
| 2002-03   | UMMCエカテリンブルク             | VBM＝SGAUサマーラ                  |
| 2003-04   | VBM＝SGAUサマーラ                | UMMCエカテリンブルク               |
| 2004-05   | VBM＝SGAUサマーラ                | ディナモ・モスクワ                 |
| 2005-06   | VBM-SGAUサマーラ                 | UMMCエカテリンブルク               |
| 2006-07   | スパルタク・モスクワ・リージョン | CSKAモスクワ                       |
| 2007-08   | スパルタク・モスクワ・リージョン | CSKAモスクワ                       |
| 2008-09   | UMMCエカテリンブルク             | スパルタク・モスクワ・リージョン   |
| 2009-10   | UMMCエカテリンブルク             | スパルタク・モスクワ・リージョン   |
| 2010-11   | UMMCエカテリンブルク             | スパルタク・モスクワ・リージョン   |
| 2011-12   | UMMCエカテリンブルク             | スパルタク・モスクワ・リージョン   |
| 2012-13   | UMMCエカテリンブルク             | スパルタク・モスクワ・リージョン   |
| 2013-14   | UMMCエカテリンブルク             | ナジェージダ・オレンブルク         |
| 2014-15   | UMMCエカテリンブルク             | ナジェージダ・オレンブルク         |